# Município de Penfield (condado de Lorain, Ohio)
O município de Penfield (em inglês: Penfield Township) é um município localizado no condado de Lorain no estado estadounidense de Ohio. No ano de 2010 tinha uma população de 1.789 habitantes e uma densidade populacional de 31,76 pessoas por km².

## Geografia
O município de Penfield encontra-se localizado nas coordenadas 41° 09′ 55″ N, 82° 07′ 02″ O. Segundo o Departamento do Censo dos Estados Unidos, o município tem uma superfície total de 56.33 km², da qual 55,98 km² correspondem a terra firme e (0,61 %) 0,34 km² é água.

## Demografia
Segundo o censo de 2010, tinha 1.789 habitantes residindo no município de Penfield. A densidade populacional era de 31,76 hab./km². Dos 1.789 habitantes, o município de Penfield estava composto pelo 98,88 % brancos, o 0,22 % eram afroamericanos, o 0,06 % eram asiáticos, o 0,34 % eram de outras raças e o 0,5 % eram de uma mistura de raças. Do total da população o 1,62 % eram hispanos ou latinos de qualquer raça.